# أوتي
أوتي هي قرية في كوفولا، فنلندا. في عام 1789 وقعت معركة أوتي بين القوات السويدية والروسية. في عام 1918، أقام الجنرال كارل جوستاف مانرهايم [الإنجليزية] أول قاعدة سلاح جو فنلندية في القرية. وأوتي اليوم معروفة بفوج أوتي جيجر [الإنجليزية] المتمركز في قاعدة طائرات الهليكوبتر بمطار يوتي والذي يعد أرضًا لتدريب القوات الخاصة والشرطة العسكرية وأنشطة القفز بالمظلات المدنية الترفيهية.